# Tobu (plaats)
Tobu is een bestuurslaag in het regentschap Timor Tengah Selatan van de provincie Oost-Nusa Tenggara, Indonesië. Tobu telt 2865 inwoners (volkstelling 2010).